# Binahaan River Watershed Forest Reserve
Das Binahaan River Watershed Forest Reserve liegt auf der Insel Luzon, Philippinen. Es wurde am 29. Mai 1991 auf einer Fläche von 465 Hektar in der Provinz Quezon auf den Gemeindegebieten von Pagbilao und Mauban eingerichtet. Es steht im Anhang des Nipas Gesetzes von 1992 und ist ein Initialbestandteil des Gesetzes.
Das Naturschutzgebiet liegt ca. 150 km südöstlich von Manila, ca. 2–3 km vom Maharlika Highway entfernt und es umfasst größere Tropischer Regenwaldbestände in der Provinz Quezon, die einen Korridor zum benachbarten Quezon-Nationalpark bilden. Das Naturschutzgebiet hat ein Höhenprofil von 400 bis 600 Meter.
Das Naturschutzgebiet beherbergt ein weites Spektrum der Flora und Fauna der Philippinen. Von der Fauna sind Bestände verschiedener Arten der Säugetiere, Reptilien, Amphibien und Insekten bekannt.

## Quelle
- Investitionstudie des DENR in der Region Calabarzon (Seite nicht mehr abrufbar, festgestellt im Juni 2020. Suche in Webarchiven)
- Der Nationalpark auf der Seite des PAWB (Protected Areas and Wildlife Bureau)